# 連戦姉妹
連戦姉妹（れんせんしまい）は、かつてケイダッシュステージ所属であった姉妹漫才コンビ。2010年解散、その後は姉妹両名ともが芸能活動を引退している。

## メンバー
川村 れいな（1983年12月11日（41歳） - ）
身長170cm。
東京アナウンス学院専門学校卒業。
舌の長いのが特徴。
ディズニーマニア。
川村 わかな（1986年2月24日 - 2020年4月9日、34歳没）
身長172cm、足のサイズは25cm。
東海大学附属望星高等学校卒業、駒澤大学経営学部経営学科卒業。眼鏡をかけている。首が長いのが特徴。
趣味は大相撲観戦（特に琴光喜のファン）、ビリヤードなど。Jリーグでは、清水エスパルスのサポーター。
英検3級の資格と、茶道の免状を所持。
2009年のM-1グランプリには、連戦姉妹としての他、Hi-Hiの岩崎一則とのコンビ『カズくんとワカナちゃん』でも出場した。
好みの男性のタイプは太った男性。
「ぱたむニスト」を自称している（自分のブログなどにおいて）。ブログでは「ぱたむ。」という台詞で締めることが多い。
小説を書くことが好きで、自主ライブで自作の小説を販売したことがある。
手塚治虫を敬愛し、連戦姉妹で活動していた当時、まぁこ、みぃ（元ブルームフラワー・すきっぱマーチ）、えつ子（元アバンギャル'S）と共に、TTC（東京手塚治虫クラブ）というグループを組み、この4人でトークライブも行っていた。
後に結婚する夫と一緒に、単独ライブで漫才を披露したことがある。
引退後結婚、その後は徳島県に在住。
2020年4月9日、脳腫瘍のため34歳で死去（同期の芸人、まぁこのブログで報告された）。晩年は脳腫瘍との闘病が続いていたという。

## 来歴・概説
2001年、妹・わかなが姉・れいなを誘いコンビを結成。最初のコンビ名は「連戦連笑」。当時は二人ともまだ高校生であった。
実の姉妹でありながら、あまり似てないということを語っており、また『スタイルいいけど不細工』ということも自称していた。2007年3月10日には東京・中野区のStudio twlで初の単独ライブ『血を分けたボケとツッコミ』を行った。
まぁこ、ブルームフラワーとの女性芸人同士のユニット『連戦まぁブル』で活動していたこともある。
（れいな）「私が姉です」、（わかな）「私が妹です」などが、主な最初のあいさつ。
『R-1ぐらんぷり』に、わかな一人で出場したことがある（第5回（2007年）など）他、2010年にはれいな、わかな個々に出場した。
2008年5月24日に東京・渋谷シアターDで行われた第2回単独ライブ「シスターコンプレックス」のエンディングで約1年間の活動休止を発表（この時は2009年9月までと発表）。休止期間中れいなは中国へ語学留学、その間わかなは「妹わかな」（いもうとわかな）の名前で、ピンで活動していた。翌2009年8月8日にわかな一人での単独ライブ『妹・わかな 大長編ライブ「ピン芸人生活、ぱたむ。」』（東京・新宿バイタス）を行い、このライブをピンでの最後の活動となったとしている。この後より、二人での活動を再開した。
2010年6月4日事務所ライブにて解散を発表、れいなは同日をもって芸能活動を引退した。
解散後わかなはピン芸人へ転身し活動を継続していたが、2011年1月14日付の自身のブログにて「持病の悪化及び療養専念のため、芸能活動を無期限休止する」旨を発表し休養。その後2012年4月から「かわむらわかな」の名前でピンで活動を再開したが、健康上の理由から芸能活動引退を決め、2013年3月30日の単独ライブ『かわむらわかな引退ライブ「卒業式」』を以って、活動を終了した。この時点でわかなの持病の病名は明言されていなかったが、2020年4月9日にわかなが死去した際、同期の芸人のまぁこによって脳腫瘍であったことが明かされた。
ネタには、不細工に関する“あるあるネタ”をテーマにしたものや、“ゴージャス姉妹”を演じるもの、五十音ショートコントなどの漫才・コントがあった。わかなのピンネタでは、主に「文学少女」に扮して童話・名作を面白おかしくアレンジして朗読するというものがあった。

## 出演

### テレビ
- 笑いの金メダル（テレビ朝日、2006年2月10日）
「ワンミニッツショー」のコーナーに出演。演じたネタは「ブサイク度チェック」。
- 朝はビタミン!（テレビ東京、2006年12月27日）
「お笑いビタミン図鑑」のコーナーの最終回に、はなわからの紹介で出演。「相方はブサイクだが、自分はモテる」という内容のネタを披露。
- 『ぷっ』すま（テレビ朝日、2007年1月16日放送分）
「再会」の“ゴージャスショートコント”を演じる
- 笑撃60!（TBS）
- 登龍門F（フジテレビ）
- 東京金歯（BSフジ）
- 華園マンション（インターネットTV）レギュラーMC
- 笑ってポン! 〜君たち、見ないとアレするよ! 〜（GyaOジョッキー）
第4回、第15回、第17回の各放送に出演。
- 桜塚ヤンキース（テレビ埼玉）
「笑笑TV」のコーナーにレギュラー出演。
- エンタの神様（日本テレビ）
キャッチコピーは「夢敗（むはい）のDNA」
- 夜明けのマルシェ（日本テレビ）
- 矢部美穂のオンナの蜜談（MONDO21）
- ウケウリ!!（日本テレビ、2010年5月14日〜）- 収録が解散前だったため、解散後もしばらく連戦姉妹としての出演が続いた。

### ラジオ
- 吉田照美のやる気MANMAN!（文化放送）
- レコメン!（文化放送）

### 単独ライブ
- 初単独ライブ『血を分けたボケとツッコミ』（2007年3月10日 東京・中野Studio twl）
- 第2回単独ライブ『シスターコンプレックス』（2008年5月24日 東京・渋谷シアターD）
- わかな一人単独ライブ『妹・わかな 大長編ライブ「ピン芸人生活、ぱたむ。」』（2009年8月8日 東京・新宿バイタス）
- 第3回単独ライブ『好不好?』（2010年3月28日 渋谷電力館8階TEPCOホール）
- かわむらわかな引退ライブ『卒業式』（2013年3月30日 東京・渋谷シアターD）

### その他
- 新人コント大会
- 青田買い
- 雑誌「SPA!」（だめんず・うぉ〜か〜）